# Carly Rae Jepsen
Carly Rae Jepsen (Mission, Colúmbia Britànica; 21 de novembre del 1985) és una cantautora canadenca. El 2007 va obtenir el tercer lloc a la cinquena temporada de Canadian Idol i va formar part de la gira de concerts Canadian Idol Top 3.
Poc després de competir a Idol, firmà un contracte discogràfic amb Fontana i MapleMusic, i llançà el seu àlbum debut Tug of War el 30 de setembre del 2008. Tres anys més tard llançà un nou senzill titulat Call Me Maybe que fou llançat per 604 Records, i seguit pel llançament del seu primer EP Curiosity el 14 de febrer del 2012. Call Me Maybe rebé una bona acollida comercial arribant al primer lloc tant al Billboard com al Canadian Hot 100. El senzill també arribà a ser número u a Austràlia, Irlanda i al Regne Unit. Jepsen firmà amb Interscope Records el 2012. Més tard va publicar una nova cançó, "Good Time", amb Owl City, també molt escoltada.
Jepsen esmenta una mescla de rock clàssic i bandes alternatives que afaiçonaren el seu gènere musical, com ara James Taylor, Bruce Springsteen, Van Halen, Kimbra, La Roux i Robyn.

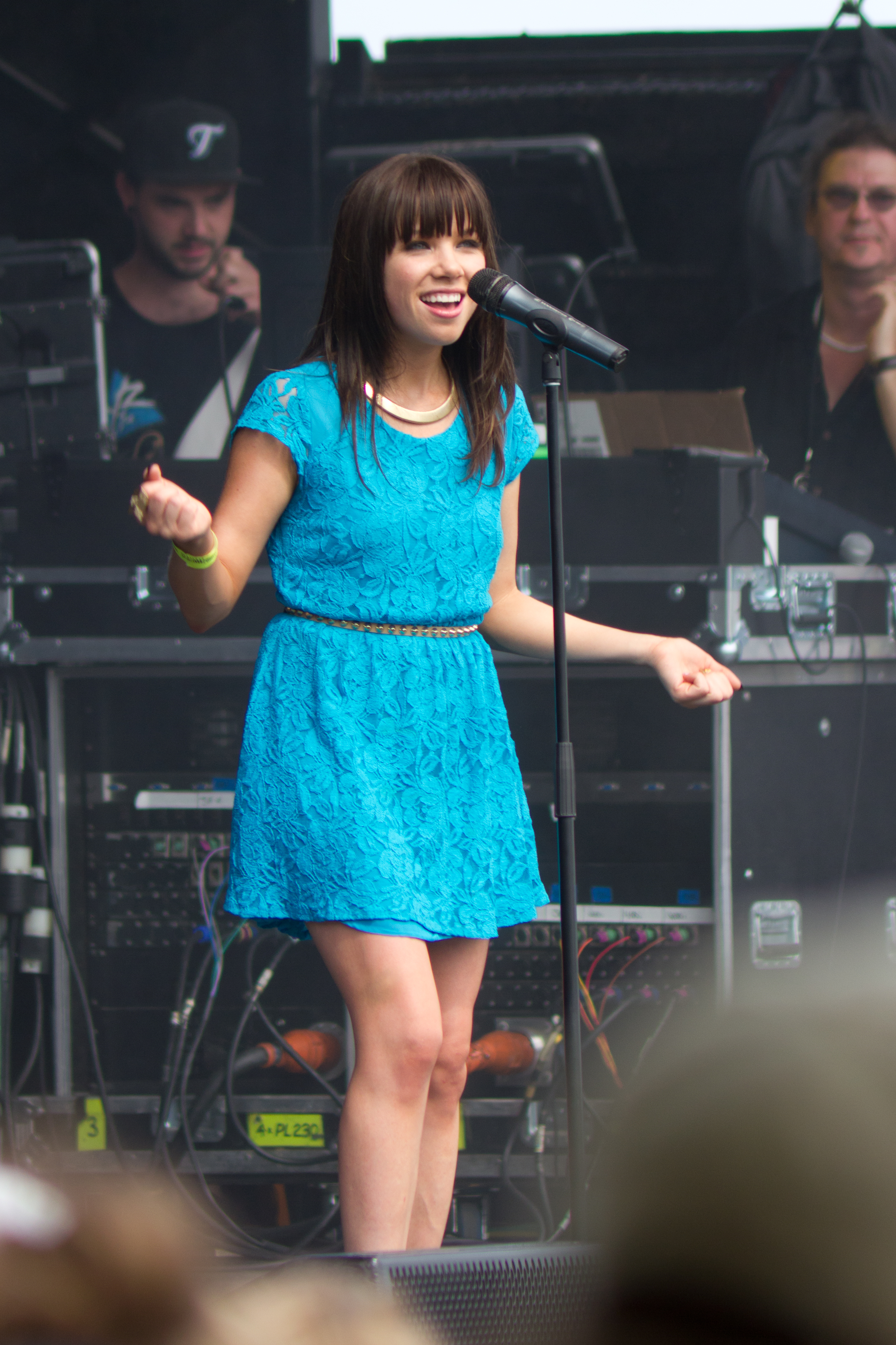
Carly Rae Jepsen durant el Sound of Music Festival de Burlington el 2012

## Actuacions aCanadian Idol
| Episodi | Cançó d'elecció                      | Artista original         | Núm.  | Resultats |
| ------- | ------------------------------------ | ------------------------ | ----- | --------- |
| Audició | "Sweet Talker"                       | Carly Rae Jepsen         | N/A   | Avançà    |
| Top 80  | "I Try"                              | Macy Gray                | Duets | Avançà    |
| Top 40  | "Breathe (2 AM)"                     | Anna Nalick              | N/A   | Avançà    |
| Top 22  | "Put Your Records On"                | Corinne Bailey Rae       | 11    | Avançà    |
| Top 18  | "Sweet Ones"                         | Sarah Slean              | 4     | Avançà    |
| Top 14  | "Waiting in Vain"                    | Bob Marley & The Wailers | 3     | Avançà    |
| Top 10  | "Inside and Out"                     | Bee Gees                 | 3     | 3 últims  |
| Top 9   | "Georgia on My Mind"                 | Hoagy Carmichael         | 5     | Salvada   |
| Top 8   | "Torn"                               | Ednaswap                 | 7     | Salvada   |
| Top 7   | "Killer Queen"                       | Queen                    | 3     | 3 últims  |
| Top 6   | "Come To My Window"                  | Melissa Etheridge        | 4     | 3 últims  |
| Top 5   | "Chuck E's in Love"                  | Rickie Lee Jones         | 4     | Salvada   |
| Top 4   | "My Heart Belongs to Daddy"          | Mary Martin              | 1     | Salvada   |
| Top 4   | "I Got It Bad (and That Ain't Good)" | Ivie Anderson            | 5     | Salvada   |
| Top 3   | "At Seventeen"                       | Janis Ian                | 3     | Eliminada |
| Top 3   | "White Flag"                         | Dido                     | 6     | Eliminada |

## Discs
| Àlbums d'estudi - 2008: Tug of War - 2012: Kiss EP - 2012: Curiosity | Senzills - «Sunshine on My Shoulders» - «Tug of War» - «Bucket» - «Sour Candy» (con Josh Ramsay) - «Call Me Maybe» - «Curiosity» - «This Kiss» - «Tonight I'm Getting Over You» | Altres senzills / cançons - «Beautiful» (amb Justin Bieber) - «Talk to Me» Col·laboracions - «Good Time» (amb Owl City) |

## Cançons
- Call Me Maybe (en anglès truca'm potser) és una de les cançons més destacades de la cantant canadenca, i segurament la més famosa. Figura al seu àlbum debut Kiss. Fou escrita per ella mateixa i Tavish Crowe i produïda per Josh Ramsay. S'inscriu dins del gènere pop i tracta el tema de l'amor adolescent. Es pot considerar una cançó de l'estiu, i en aquest sentit constitueix un dels més grans èxits musicals de l'estiu de 2012,[2] tant per la seva bona recepció com pel seu gran impacte mediàtic. Se n'han fet diversos videoclips i versions amateur.[3]

## Gires
Concert d'apertura
- Justin Bieber – Believe Tour (Dates en Nord-amèrica) (2012)

## Filmografia
| Any  | Títol         | Personatge                | Notes                         |
| ---- | ------------- | ------------------------- | ----------------------------- |
| 2007 | Canadian Idol | Ella mateixa (Concursant) | Temporada 5/Eliminada 3r lloc |
| 2012 | 90210         | Ella mateixa              | Cameo                         |
| 2013 | Shake It Up   | Ella mateixa              | Estrella invitada             |

## Premis i nominacions
| Any  | Premi                            | Categoria                              | Candidat                                    | Resultat   |
| ---- | -------------------------------- | -------------------------------------- | ------------------------------------------- | ---------- |
| 2010 | Canadian Radio Music Awards      | Cançó de l'Any                         | "Tug of War"                                | Guanyadora |
| 2010 | Western Canadian Music Awards    | Cançó de l'Any                         | "Tug of War"                                | Nominada   |
| 2010 | Juno Awards                      | Artista Nou de l'Any                   | Artista Nou de l'Any                        | Nominada   |
| 2010 | Juno Awards                      | Compositor de l'Any (amb Ryan Stewart) | "Tug of War", "Bucket", "Money And The Ego" | Nominada   |
| 2010 | Much Music Video Awards          | UR FAVE New Artist                     | "Bucket"                                    | Nominada   |
| 2012 | Much Music Video Awards          | Vídeo Pop de l'Any                     | "Call Me Maybe"                             | Nominada   |
| 2012 | Much Music Video Awards          | UR Fave Artist                         | UR Fave Artist                              | Nominada   |
| 2012 | Much Music Video Awards          | Most Streamed Video of the Year        | "Call Me Maybe"                             | Guanyadora |
| 2012 | Much Music Video Awards          | Vídeo de l'Any                         | "Call Me Maybe"                             | Guanyadora |
| 2012 | Much Music Video Awards          | UR Fave Video                          | "Call Me Maybe"                             | Guanyadora |
| 2012 | Teen Choice Awards               | Breakout Artist                        | Breakout Artist                             | Guanyadora |
| 2012 | Teen Choice Awards               | Cançó de l'Estiu                       | "Call Me Maybe"                             | Guanyadora |
| 2012 | Teen Choice Awards               | Music Star Female                      | Music Star Female                           | Nominada   |
| 2012 | MTV Video Music Awards           | Millor Artista Nou                     | "Call Me Maybe"                             | Nominada   |
| 2012 | Western Canadian Music Awards    | Gravació Pop de l'Any                  | "Curiosity"                                 | Guanyadora |
| 2012 | VEVOCertified Awards             | 100.000.000 de Visitas                 | "Call Me Maybe"                             | Guanyadora |
| 2012 | Irresistible Fanta Awards        | Most Irresistible Dance Song           | "Call Me Maybe"                             | Guanyadora |
| 2012 | Billboard Music Awards           | Estrella Naixent                       | Estrella Naixent                            | Guanyadora |
| 2012 | MTV Europe Music Awards          | Millor Cançó                           | "Call Me Maybe"                             | Guanyadora |
| 2012 | MTV Europe Music Awards          | Best Push Act                          | Best Push Act                               | Guanyadora |
| 2012 | MTV Europe Music Awards          | Best New Act                           | Best New Act                                | Nominada   |
| 2012 | MTV Europe Music Awards          | Best North American Act                | Best North American Act                     | Nominada   |
| 2012 | American Music Awards            | Sprint New Artist of the Year          | Sprint New Artist of the Year               | Guanyadora |
| 2013 | People's Choice Awards           | Cançó de l'Any                         | "Call Me Maybe"                             | Nominada   |
| 2013 | People's Choice Awards           | Vídeo Musical Favorit                  | "Call Me Maybe"                             | Nominada   |
| 2013 | People's Choice Awards           | Breakout Artist                        | Breakout Artist                             | Nominada   |
| 2013 | Grammy Awards 2013               | Cançó Favorita                         | "Call Me Maybe"                             | Nominada   |
| 2013 | People's Choice Awards           | Cançó Favorita                         | "Call Me Maybe"                             | Nominada   |
| 2013 | Internacional Dance Music Awards | Millor cançó dance-pop comercial       | "Call Me Maybe"                             | Nominada   |
| 2013 | Kid's Choice Awards              | Cançó Favorita                         | "Call Me Maybe"                             | Nominada   |
| 2013 | Independent Music Awards         | Senzill de l'any                       | "Call Me Maybe"                             | Guanyadora |
| 2013 | Independent Music Awards         | Vídeo de l'any                         | "Call Me Maybe"                             | Nominada   |
| 2013 | Kid's Choice Awards Australia    | Cançó Favorita                         | "Call Me Maybe"                             | Nominada   |
| 2013 | World Music Awards               | Cançó De l'Any                         | "Call Me Maybe"                             | Pendent    |
| 2013 | World Music Awards               | Vídeo De l'Any                         | "Call Me Maybe"                             | Pendent    |
| 2013 | Juno Awards                      | Senzill de l'any                       | "Call Me Maybe"                             | Pendent    |
| 2013 | Premios Oye!                     | Cançó en anglés                        | "Call Me Maybe"                             | Pendent    |